# Pierre Auguste Georges Mazaré
Pierre Auguste Georges Mazaré (Nantes, 30 novembre 1874-Dunkerque, 25 avril 1917), est un officier de marine français.

## Biographie
Pierre Auguste Georges Mazaré est le fils d'Oswald Mazaré, négociant, importateur entre Mayotte et Nantes, et de Marie Louise Claire Mouillé.
Il entre à l'École navale en octobre 1892 et en sort aspirant de 1re classe en octobre 1895. Il sert alors sur l'Amiral-Charner dans la division des croiseurs affectée à l’École supérieure de guerre de la marine puis en escadre de Méditerranée.
Enseigne de vaisseau (octobre 1897), il embarque à la station de Tahiti sur l'Aube puis passe en escadre du Nord sur le D'Assas comme officier des montres puis en 1901 à la division de l'Atlantique et de nouveau en escadre du Nord sur le croiseur cuirassé Jeanne-d'Arc en 1903. 
Lieutenant de vaisseau (décembre 1905), il est nommé second du torpilleur Harpon en Manche puis sert sur le croiseur Chasseloup-Laubat à Terre-Neuve et en Islande. En 1907, il passe à la division navale du Pacifique sur le Catinat. 
En 1909, il est breveté fusilier et est chargé de l'artillerie légère du Suffren en Méditerranée. Second de l’École de pilotage de la flotte sur le Chamois (1911), il commande en 1912 le torpilleur Aquilon. 
Second du Branle-bas à Brest (1913), il supervise la construction de la canonnière Balny à Nantes lorsqu'il apprend la déclaration de la guerre. Il est alors nommé au commandement d'une petite unité d'un flottille constituée sur la Seine pour défendre Paris. 
Commandant de la compagnie de débarquement de la Gloire à Brest, il reçoit en 1915 le commandement du torpilleur Étendard aux flottilles de patrouille de la mer du Nord. Le 25 avril 1917, devant Dunkerque, durant un combat de nuit avec des destroyers allemands, il disparait avec son bâtiment torpillé. La mer rend son corps le 11 juillet 1917.
Il est promu à titre posthume capitaine de corvette en juillet 1917. Il est inhumé au carré militaire du cimetière nord de Calais.

## Récompenses et distinctions
- Chevalier de la Légion d'honneur
- Citation à l'ordre de l'Armée

## Hommages
- Mazaré (pl) (1920), torpilleur ex-allemand
- Son nom figure sur le monument aux morts de Nantes